# Jarandilla de la Vera
Jarandilla de la Vera és un municipi de la província de Càceres, a la comunitat autònoma d'Extremadura (Espanya). El 2023 tenia 2.837 habitants.